# ژلوکور
ژلوکور (به فرانسوی: Gelucourt) یک کمون در فرانسه است که در Canton of Dieuze واقع شده‌است.

## خصوصیات
ژلوکور ۱۲٫۳۴ کیلومترمربع مساحت و ۲۲۴ نفر جمعیت دارد و ۲۰۸ متر بالاتر از سطح دریا واقع شده‌است.